# Astragalus groetzbachii
Astragalus groetzbachii är en ärtväxtart som beskrevs av Dieter Podlech. Astragalus groetzbachii ingår i släktet vedlar, och familjen ärtväxter. Inga underarter finns listade i Catalogue of Life.